# Guelfo Civinini

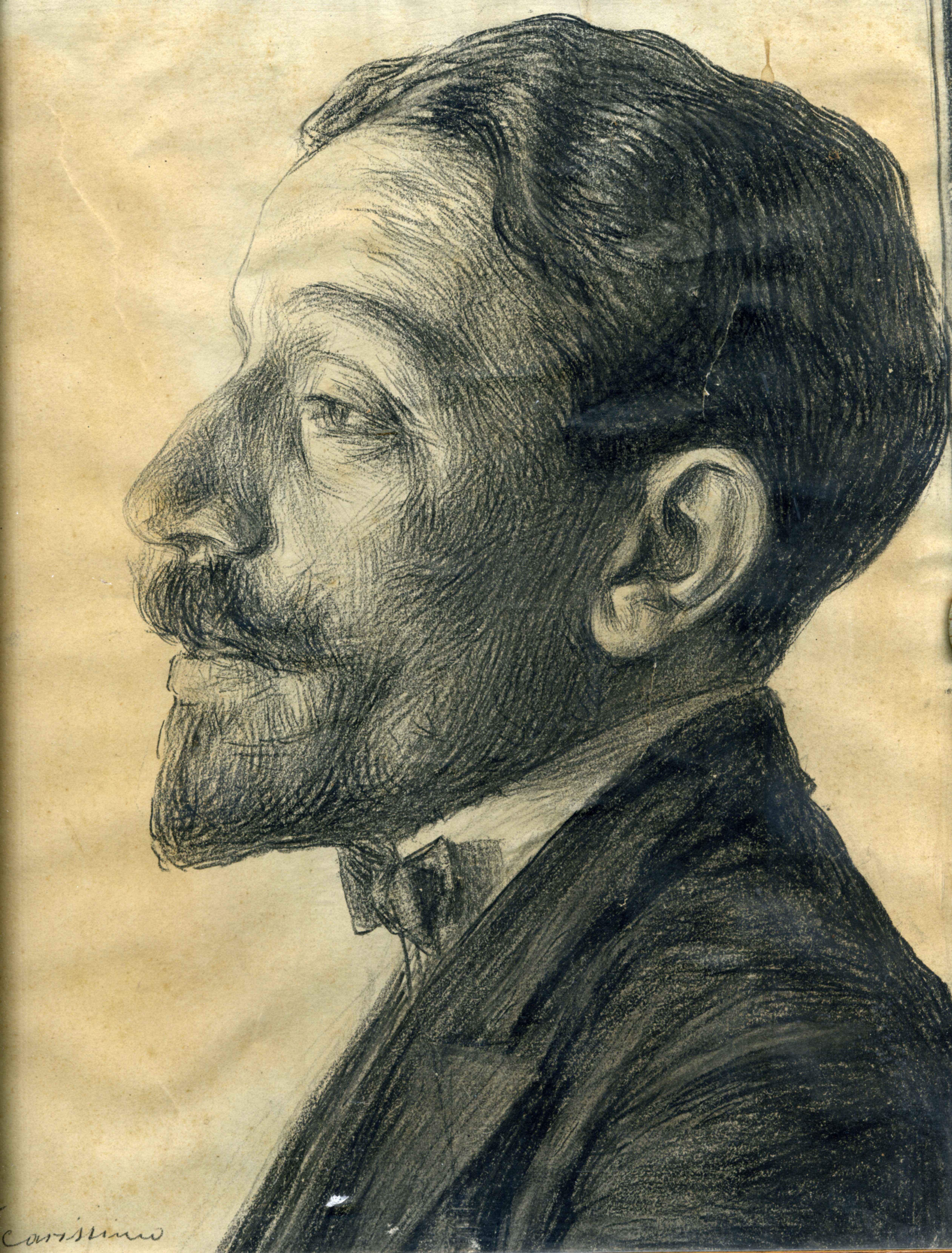
Guelfo Civinini (1904)

Guelfo Civinini (* 1. August 1873 in Livorno; † 10. April 1954 in Rom) war ein italienischer Dichter, Dramatiker, Journalist und Archäologie.

## Leben
Civinini wurde als Sohn von Francesco und Quintilia Lazzerini geboren und verbrachte seine Kindheit in Grosseto, wo er früh seinen Vater verlor. Nach der zweiten Heirat seiner Mutter zog er mit seiner Familie zunächst nach Apulien und dann nach Rom, wo er seine Ausbildung am Gymnasium „Umberto I“ abschloss, dessen damaliger Direktor der Literaturkritiker Giuseppe Chiarini war.
Seine Karriere als Schriftsteller begann er in den 1890er Jahren als Journalist sowie Literatur- und Kunstkritiker für verschiedene italienische Zeitungen und Zeitschriften, insbesondere für den Corriere della Sera.
Sein erster Band mit poetischen Versen, L’urna, erschien 1901 und wurde mit einem italienischen Literaturpreis ausgezeichnet.
International bekannt wurde Civinini als Librettist von Giacomo Puccinis Oper Das Mädchen aus dem goldenen Westen, die am 10. Dezember 1910 in der Metropolitan Opera in New York zur Uraufführung gelangte. Dirigent war Arturo Toscanini, die männliche Hauptrolle sang Enrico Caruso.
1912 wurde Civininis Roman Gente di palude veröffentlicht.
Als glühender Nationalist unterstützte er nach dem Ersten Weltkrieg Gabriele D’Annunzio und ab 1920 die von diesem gegründete Italienische Regentschaft am Quarnero. Später wurde er als Mitglied der National-faschistischen Partei ein Anhänger Benito Mussolinis. 1925 gehörte er zu den Unterzeichnern des Manifests der faschistischen Intellektuellen.
Neben seiner Tätigkeit als Schriftsteller unternahm Civinini in den 1920er und 1930er Jahren mehrere Expeditionen auf dem afrikanischen Kontinent. Die bemerkenswerteste erfolgte 1926, mit dem Ziel, in Äthiopien die Leiche des italienischen Entdeckers Vittorio Bottego zu finden, was aber nicht gelang. Seine Erfahrungen in Afrika mündeten in der Veröffentlichung mehrerer autobiografischer Sachbücher und der Produktion eines Dokumentarfilms im Jahre 1924. 1934 kaufte er den Turm Santa Liberata in Monte Argentario, wo er eigene Ausgrabungen durchführte, die zur Entdeckung der Villa Enobarbi aus der Zeit des Römischen Reiches führten. Aufgrund seiner Verdienste als Archäologe wurde er 1939 zum Mitglied der Königlichen Akademie Italiens gewählt, der höchsten akademischen Gesellschaft des Landes.
Sein Verhältnis zur faschistischen Partei verschlechterte sich während des Zweiten Weltkriegs. Er war unzufrieden mit den italienischen Rassengesetzen der Italienischen Sozialrepublik, die die Juden und Afrikaner diskriminierten, und gegen das Bündnis des Landes mit Nazi-Deutschland, woraufhin der Verkauf seiner Bücher verboten wurde.

## Familie
Civinini heiratete 1898 Giuseppina Mazzara Bridgetower (gest. 1941), eine Urenkelin des berühmten Geigers George Bridgetower, für den Beethoven die sogenannte Kreutzer-Sonate schrieb. Aus der Ehe ging eine Tochter hervor, Giuliana Civinini (1899–1928), die ebenfalls Journalistin wurde und in jungen Jahren auf tragische Weise starb.
Nach dem Tod seiner ersten Frau heiratete er 1941 in zweiter Ehe Antonietta Germani, mit der er 1944 die Tochter Annalena bekam.

## Auszeichnungen
- 1933: Premio Mussolini
- 1937: Premio Viareggio
- 1953: Premio Marzotto

## Ausgaben (Auswahl)
- Gesummorto, Novelle (1938), Neuauflage hrsg. von Roberto Goracci, 2021 – Deutsche Übersetzung von Hugo Kunze unter dem Titel Lorenzo, Herrliberg-Zürich: Bühl-Verlag, 1943
- La casa dei sette pini e altri racconti, scelta e commento a cura di Massimo Grillandi, Mailand: Edizioni scolastiche Mondadori, 1966

## Bibliographie (Auswahl)
- Annie Janeiro Randall, Rosalind Gray Davis: Puccini and The Girl: History and Reception of The Girl of the Golden West. The University of Chicago Press, Chicago 2005, ISBN 0-226-70389-4.